# Montigny-en-Cambrésis
Montigny-en-Cambrésis ist eine französische Gemeinde mit 552 Einwohnern (Stand 1. Januar 2022) im Département Nord in der Region Hauts-de-France. Sie gehört zum Arrondissement Cambrai und ist Mitglied des Gemeindeverbands Communauté d’agglomération du Caudrésis et du Catésis. Die Bewohner nennen sich Montignaciens und Montignaciennes.

## Geografie
Die Gemeinde Montigny-en-Cambrésis liegt etwa 15 Kilometer südöstlich von Cambrai und etwa zehn Kilometer westlich von Le Cateau-Cambrésis. Sie grenzt im Norden an Caudry, im Osten an Bertry, im Süden an Clary und im Westen an Ligny-en-Cambrésis. 

## Geschichte
Vom 11. bis zum 13. Jahrhundert erschienen Ortsnamen wie Montigniaco, Monteni oder Montengni, Montenni, Montegni und Montigni. Der heutige Name ist auf das Jahr 1931 datiert.

### Bevölkerungsentwicklung
| Jahr                       | 1962 | 1968 | 1975 | 1982 | 1990 | 1999 | 2011 | 2020 |
| Einwohner                  | 694  | 691  | 687  | 638  | 642  | 600  | 586  | 555  |
| Quellen: Cassini und INSEE |      |      |      |      |      |      |      |      |

## Sehenswürdigkeiten
- Ehemalige Kirche einer katholisch-apostolischen Gemeinde
- Himmelfahrts-Kirche

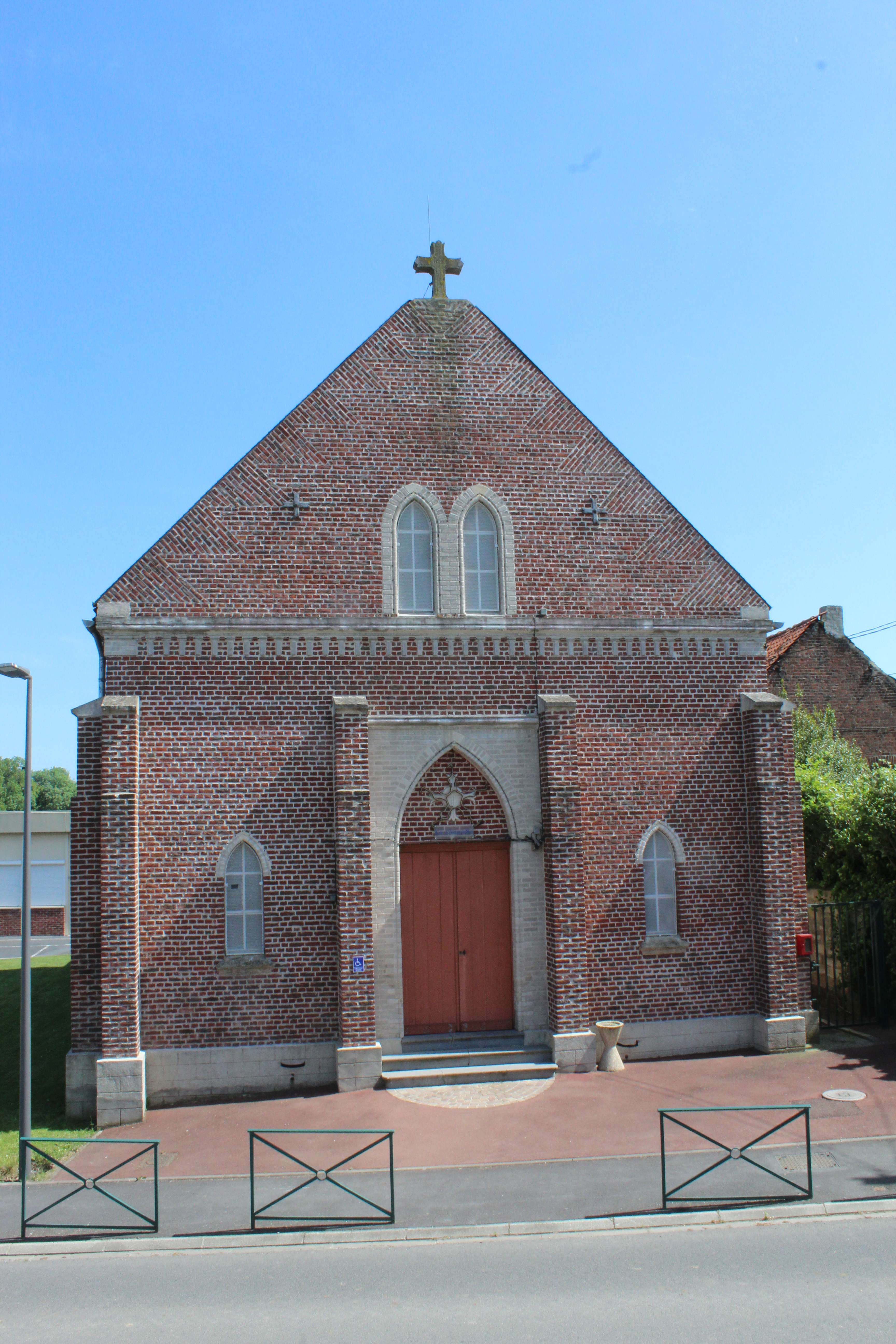
Ehemalige katholisch-apostolische Kirche
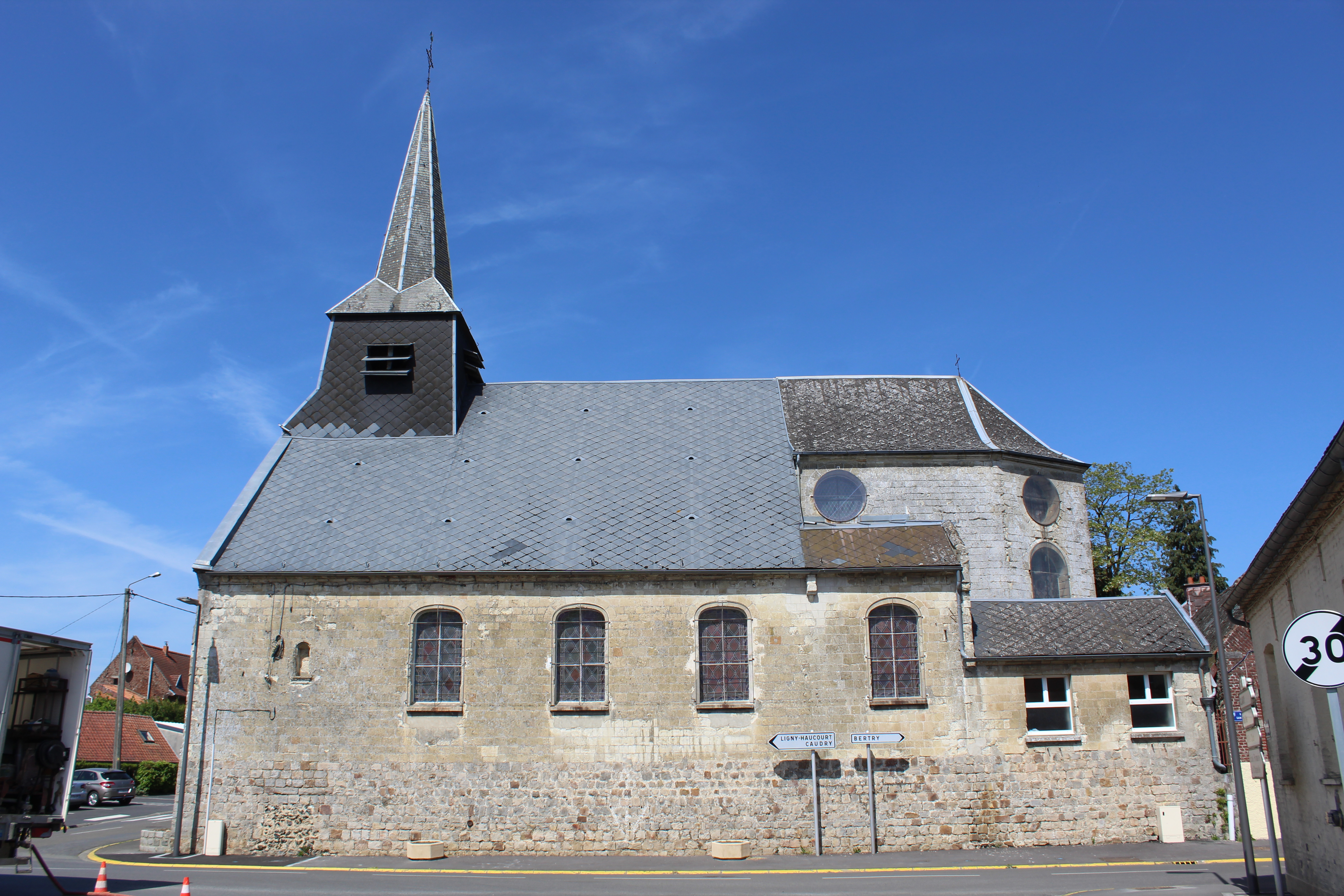
Himmelfahrts-Kirche
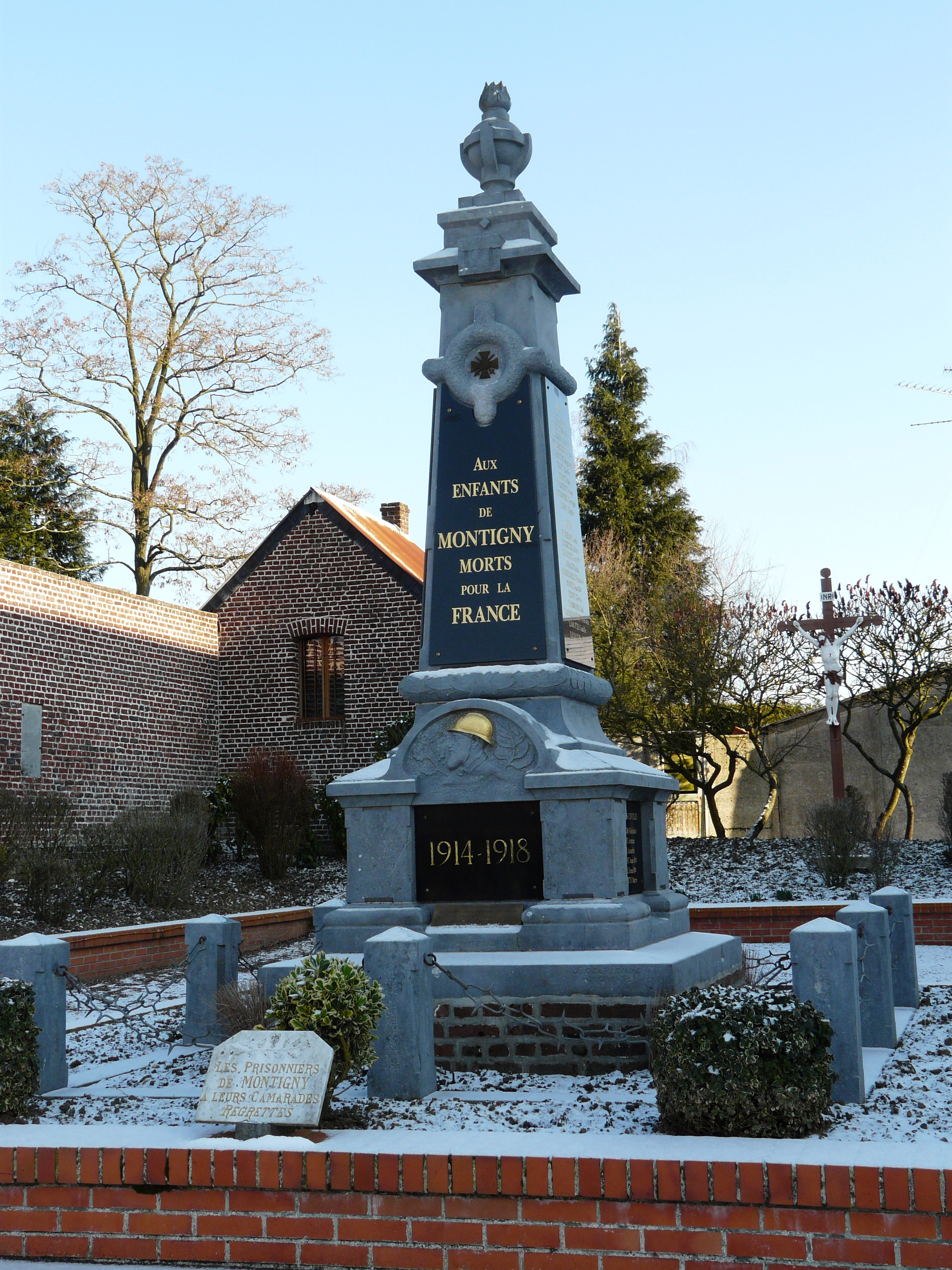
Gefallenendenkmal